# Île du Petit Langoustier
L'île du Petit Langoustier est une île française de la mer Méditerranée relevant des îles d'Hyères, dans le Var. Située près de la côte ouest de Porquerolles, non loin du fort du Grand Langoustier.

## Histoire
L'île a pour seule construction le fort du Petit Langoustier, construit en 1634, inscrit aux monuments historiques depuis 1989. Cette bâtisse est en cours de restauration depuis 2010.

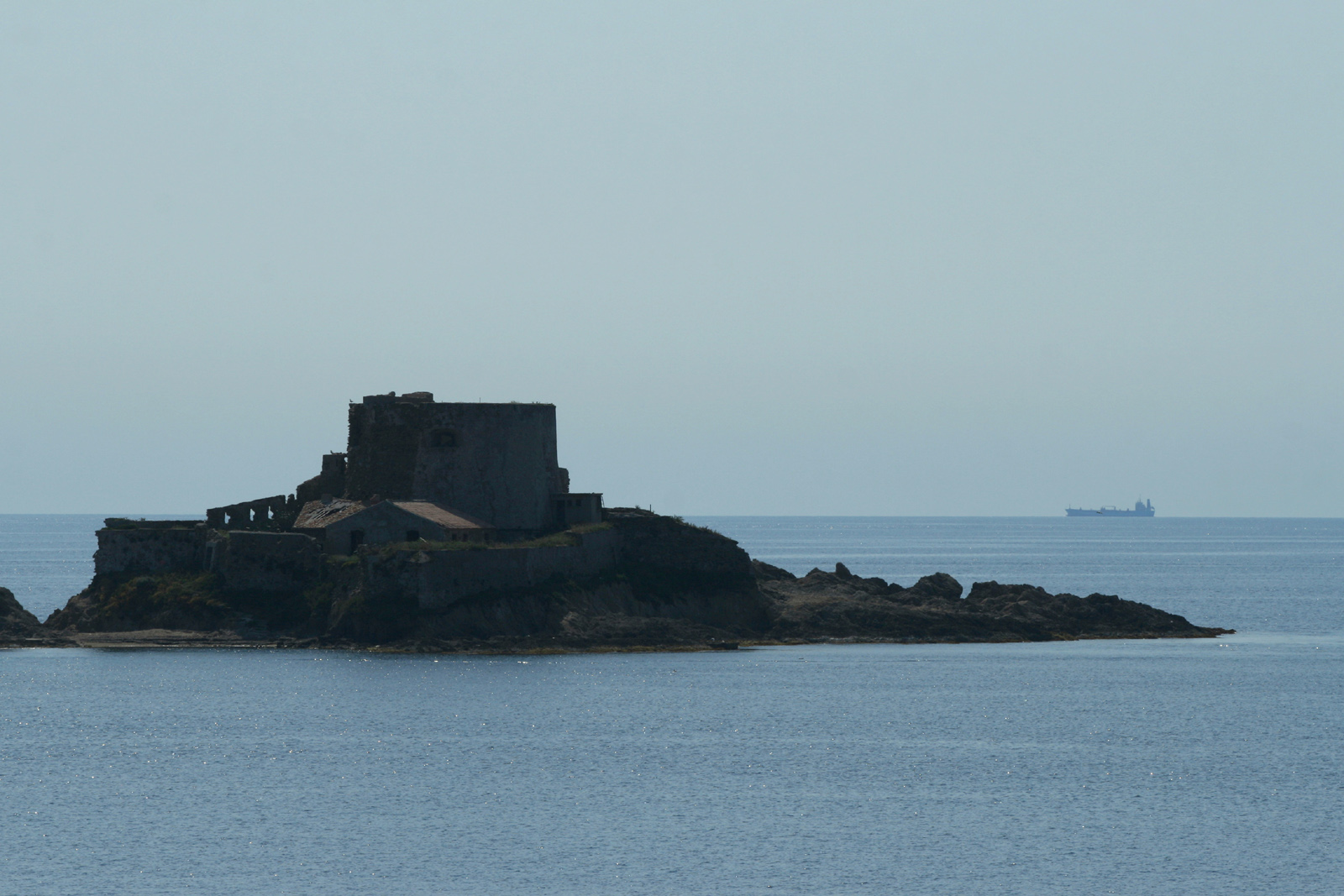
Fort du Petit Langoustier